# Brzohode
Brzohode (cyr. Брзоходе) – wieś w Serbii, w okręgu braniczewskim, w gminie Žabari. W 2011 roku liczyła 671 mieszkańców.